# Jung Jae-yong
Jung Jae-yong (정재용?; Seul, 14 settembre 1990) è un calciatore sudcoreano, centrocampista del Bucheon FC 1995.

## Carriera
Ha giocato nella massima serie dei campionati sudcoreano e thailandese.